# Gröndal (Malmö)
Gröndal is een woonwijk in het stadsdeel Väster van de Zweedse stad Malmö. De wijk telt 1955 inwoners (2013) en heeft een oppervlakte van 0,22 km². De gebouwen in de wijk zijn gebouwd in de jaren 60 en 70 van de 20e eeuw.